# Достовірність
Достовірність (validity, adequacy) — ступінь об'єктивного точного відображення подій або фактів, ступень вірність наведених відомостей. Достовірність не те ж саме, що істинність. Інформація може мати різний рівень достовірності, у той час як істинність має лише дві градації. Перевірка достовірності — процес визначення того, що модель або виконувана імітації точно представляє детальний концептуальний опис, прийнятий розроблювачем. Перевірка достовірності також оцінює ступінь відповідності моделі або імітації змісту і проводиться з використанням прийнятих методів.
В юридичному сенсі «достовірними» є докази, на підставі яких можна встановити дійсні обставини справи.